# Pila de combustible alcalina

1:Hidrógeno 2:Flujo de electrones 3: Carga 4: Oxígeno 5: Cátodo 6:Electrolito 7:Ánodo 8:Agua 9:Iones hidróxido.

La pila de combustible alcalina (AFC, o Alcaline Fuel Cell en su denominación anglosajona), es una de las más desarrolladas tecnologías dentro de las pilas de combustible, y es el tipo de pila de combustible que llevó al hombre a la Luna. La AFC consume hidrógeno y oxígeno, produciendo agua, calor y electricidad. Su efectividad es de las más elevadas en este tipo de tecnologías, llegando a alcanzar un rendimiento del 70%.
Esta pila produce la energía a través de una reacción redox entre el hidrógeno y el oxígeno. En el ánodo, el hidrógeno es oxidado según la reacción:
| {\displaystyle \mathrm {2H} _{2}+\mathrm {4OH} ^{-}\longrightarrow \mathrm {4H} _{2}\mathrm {O} +\mathrm {4e} ^{-}} | {\displaystyle \left(1\right)} |

produciendo agua y soltando 2 electrones. Los electrones fluyen a través de un circuito externo y regresan al cátodo, reduciendo al oxígeno según la reacción:
| {\displaystyle \mathrm {O} _{2}+\mathrm {2H} _{2}\mathrm {O} +\mathrm {4e} ^{-}\longrightarrow \mathrm {4OH} ^{-}} | {\displaystyle \left(2\right)} |

produciendo iones hidróxidos. La reacción global consume una molécula de Oxígeno y 2 de Hidrógeno para producir 2 moléculas de agua. La electricidad y el calor son subproductos de esta reacción.
Los 2 electrodos de esta pila están separados por una matriz porosa y saturada con una solución alcalina acuosa, tal como hidróxido de potasio (KOH). Esta solución alcalina es susceptible de contaminación por dióxido de carbono (CO2) con facilidad. Debido a esto, sólo se puede emplear oxígeno puro, o por lo menos aire purificado, como reactivo.
Estos procesos químicos que tienen lugar son relativamente caros, razón por la cual se sigue investigando para hacer más económica esta tecnología.
Sin embargo, la AFC es la más barata de fabricar entre las pilas de combustible: Los catalizadores requeridos por sus electrodos son de tipos muy variados, encontrándose varios que son realmente baratos en comparación con los que requieren otros tipos de pilas de combustible.
Las perspectivas comerciales para estas pilas se han ampliado enormemente con el reciente desarrollo de la versión de placa bipolar, bastante superior en rendimiento a las versiones antiguas monoplaca.
Otro desarrollo reciente, y muy interesante, es la pila de combustible alcalina de estado sólido, utilizando membranas de intercambio aniónico en vez de un líquido.